# 石拐街道
石拐街道，是中华人民共和国内蒙古自治区包头市石拐区下辖的一个乡镇级行政单位。

## 行政区划
石拐街道下辖以下地区：
欣山社区和望河社区。